# Бігаський сільський округ
Біга́ський сільський округ (каз. Биғаш ауылдық округі, рос. Бигашский сельский округ) — адміністративна одиниця у складі Кокпектинського району Абайської області Казахстану. Адміністративний центр — село Бігаш.
Населення — 380 осіб (2021; 1010 у 2009, 1427 у 1999, 2892 у 1989).
Станом на 1989 рік існувала Петропавловська сільська рада (села Бігаш, Єгінбулак, Комсомол, Леніно). До 1998 року округ називався Петропавловським. Село Каргали було ліквідовано 2017 року, село Комсомол — 2019 року.

## Склад
До складу округу входять такі населені пункти:
| Населений пункт | Старі назви | Населення, осіб (1989) | Населення, осіб (1999) | Населення, осіб (2009) | Населення, осіб (2021) |
| --------------- | ----------- | ---------------------- | ---------------------- | ---------------------- | ---------------------- |
| Бігаш, село     | -           | 1630                   | 823                    | 592                    | 334                    |
| Єгінбулак, село | -           | 362                    | 196                    | 186                    | 46                     |
| Каргали, село   | Леніно      | 451                    | 229                    | 110                    | -                      |
| Комсомол, село  | -           | 449                    | 179                    | 122                    | -                      |